# بريغ وغول (دائرة انتخابية في المملكة المتحدة)
بريغ وغول (بالإنجليزية: Brigg and Goole)‏ هي إحدى الدوائر الانتخابية في المملكة المتحدة الممثلة في مجلس العموم في برلمان المملكة المتحدة.
عضو البرلمان الذي يمثلها حالياً هو :Mr Ian Cawsey (Lab).